# 吉林省政府 (中共)
吉林省政府是中国共产党在第二次国共内战期间在吉林省成立的一个省政府。1949年4月，东北行政委员会重设东北地区行政区划，并将吉林省政府改名为吉林省人民政府:139，169。

## 历史沿革
1945年10月25日，中共中央东北局批准在长春市成立中共吉合地区委员会，同时成立吉合地区行政委员会，主任委员周保中，辖区包括吉林、合江以及松江之珠河以东地区，11月10日，中共中央东北局撤销吉合地区党政军机构，组建吉林省党政军机构:139。
1945年11月10日，中共吉林省工作委员会成立。12月27日至30日，在永吉县岔路河镇召开吉林省各界人民代表会议。此次会议有正式代表55人，列席代表9人。选举产生吉林省政府组成人员，省政府主席周保中，副主席周鲸文（未到职）；行政委员周保中、周鲸文、万毅、刘居英、关俊彦、谢英霖、张克威、姜信泰、郑瑞、福子馨、陈阴亭、冯伯西、王克耕、温立成:139。